# 코코뱅

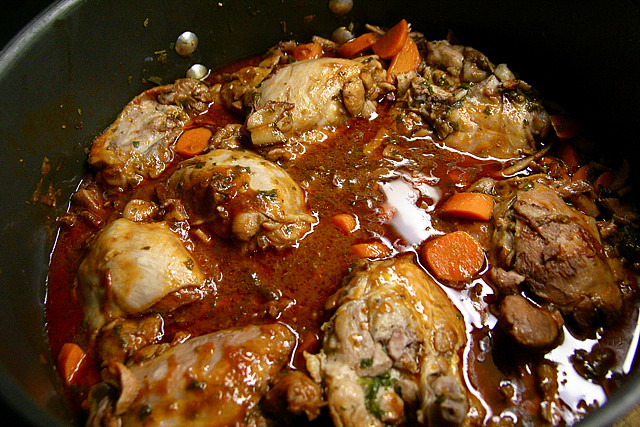
조리된 코코뱅

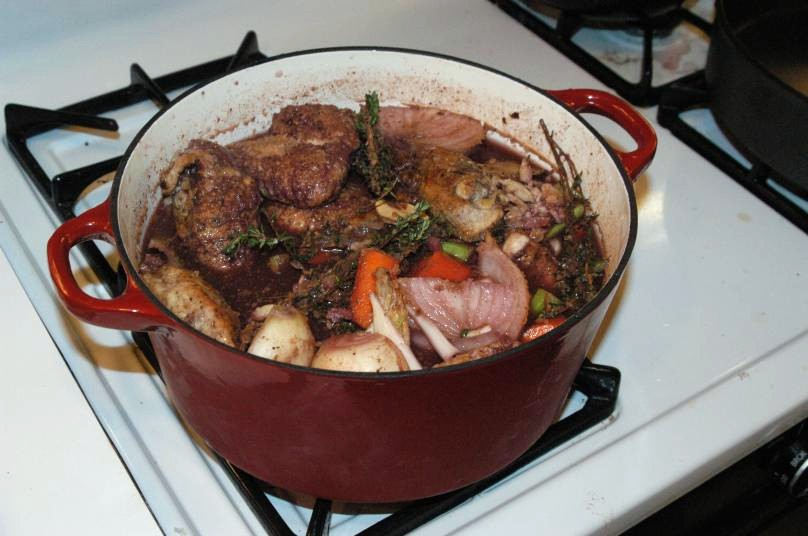
조리하기 전의 코코뱅

코코뱅(프랑스어: Coq au vin , '와인 속 수탉'이라는 뜻) 은 프랑스의 삶은 요리 중 하나이자 일종의 스튜로 닭고기를 와인, 돼지 비계, 버섯, 그리고 기호에 따라서 마늘과 함께 넣어 조리한 음식이다.
보통 와인은 부르고뉴 산을 사용하는데, 다른 프랑스 지방에서는 그 지역의 와인으로 코코뱅을 만든다. 예로 들면 '코코뱅 존' (coq au vin jaune, 쥐라주), '코코 리슬랭' (coq au Riesling, 알자스), '코코 푸프레' (coq au pourpre, 보졸레 누보를 사용함), '코코 상파뉴' 등이 있다.
프랑스 요리는 국물이 있는 음식을 적은 음식의 양을 불리려는 것으로 간주하여 저급 음식으로 취급하지만, 코코뱅은 국물 요리임에도 물 대신 와인을 이용하여 끓이는 특성 때문에 프랑스에서 정식 요리로 취급되고 있다.

## 역사
여러 설들을 조합해보면 코코뱅의 역사는 고대 로마의 율리우스 카이사르가 골 지방에서 사령관으로 있었던 시대까지 거슬러 올라간다. 또다른 설로 앙리 4세가 위그노 전쟁 이후 가난에 허덕이던 국민들을 보고 "모든 백성들이 일요일에 닭고기를 먹을 수 있도록 하겠다."는 칙령을 선포하고 이것이 실제로 이행될 정도로 생활이 개선하면서 생겼다는 설과 단순히 늙어서 냄새가 심하고 질긴 가금류를 술로 부어서 조리하여 해결한 것으로 시작되었다는 여러 가지 설이 있다.
하지만 정작 코코뱅은 20세기 초의 문헌 상에서도 나와있지 않다. 이에 대해서는 그 시대에는 이미 코코뱅이 보편적으로 받아들여졌으리라 추측된다. 대신 1864년 요리책에서는 이와 약간 비슷한 요리인 '폴레토 뱅 블랑' (poulet au vin blanc) 이 소개되어 있다. 폴레토 뱅 블랑은 현대의 코코뱅과 다르게 백포도주(화이트 와인)을 사용하는 특징이 있다.

## 조리법
프랑스어로 coq는 '수탉'을 뜻한다. 코코뱅을 요리하기 위해서는 결합 조직이 풍부하고 질긴 가금류가 필요하다. 이것은 오랫동안 푹 익히면서 고기에 와인과 양념의 맛이 배이도록 하기 위함이다. 이 때문에 대부분의 코코뱅의 조리법에는 카폰이나 닭고기를 사용한다. 보통 3kg 가량의 큰 수탉을 사용하는 것이 정석이나. 일반적으로 1kg 정도의 닭을 사용하는 경우가 많다. 이것은 사육비 효율상 3kg 정도로 키우는 것이 어려워서 구하기가 쉽지 않기 때문이다.
보통 코코뱅을 조리하기 위해서 필요한 재료들에는 닭고기, 적포도주 (주로 부르고뉴 와인), 라돈 (소금에 절인 돼지고기), 송이버섯, 양파, 당근, 양배추, 순무 등이 있고, 기호에 따라 마늘이나 브랜디가 필요한 경우도 있다. 존느 와인을 사용한 코코뱅에는 그물버섯 대신에 다른 흰 버섯을 사용해도 된다. 사실 코코뱅은 비프 부르귀뇽과 비슷한 점이 많다. 우선 닭고기를 와인에 양념장을 시키고, 지방을 그슬린 뒤 닭고기가 부드러워질 때까지 끓인다. 전통 부르고뉴식으로 하고 싶다면 소금, 후추, 백리향, 파슬리, 월계수 잎을 부켓 가르니 (Bouquet garni)로 만들어서 넣으면 된다. 닭의 피는 처음에 작은 루 (roux)를 만들어 넣어서 걸쭉하게 만들거나 요리가 끝날 때 첨가하기도 한다.
닭을 삶을 때 와인은 보통 닭 한마리당 두세병 가량의 양을 넣어 끓인다. 끓일 때 와인의 알코올 성분은 증발하고 특유의 향기와 맛만이 배이기 때문에 알코올로 인해 취하는 경우는 없다. 와인을 어떤 것으로 사용하냐에 따라 코코뱅의 가격이 결정되는데 이것은 다른 식재료에 비해 와인의 가격 격차가 유난히 심하기 때문이다.

## 참고 도서
1. 1 2  Oxford Companion to Food, s.v. cock
2. ↑  Edmond Richardin, ed., La cuisine française: l'art du bien manger (Ed. rev. et augm.) Paris, 1906, p.227
3. ↑  Cookery for English Households, by A French Lady, for English Households&pg=PA93 p.93